# Kyōiku mama
Kyōiku mama (教育ママ?   literalmente "madre educadora") es un término despectivo japonés que se utiliza para referirse a la figura estereotipada, dentro de la sociedad japonesa moderna, de la madre que presiona implacablemente a su hijo para que estudie y obtenga buenas calificaciones, en detrimento del desarrollo social y físico del niño y de su bienestar emocional.

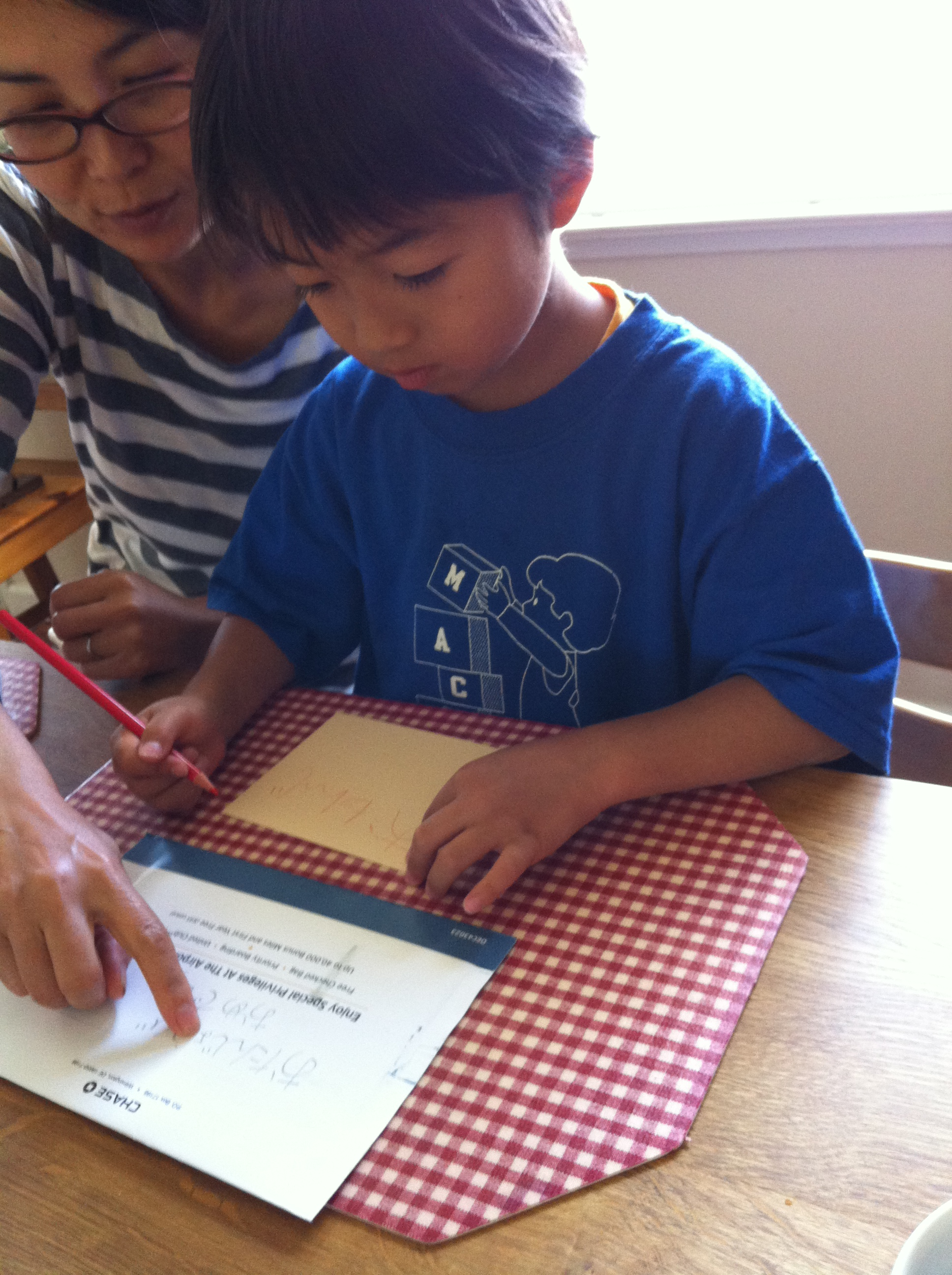
Una madre japonesa ayuda a su hijo en sus estudios.

La kyōiku mama es una de las figuras más reconocibles de la cultura popular contemporánea japonesa, y es comparable al estereotipo cultural estadounidense de la madre que obliga a sus hijos a triunfar en los negocios o a destacar en los estudios de medicina o derecho. Su figura, temida por sus propios hijos, y acusada en la prensa de ser la causa de fobias escolares y suicidios entre los jóvenes, es también motivo de envidia para las madres cuyos hijos estudian menos y tienen un menor rendimiento académico.

## Historia

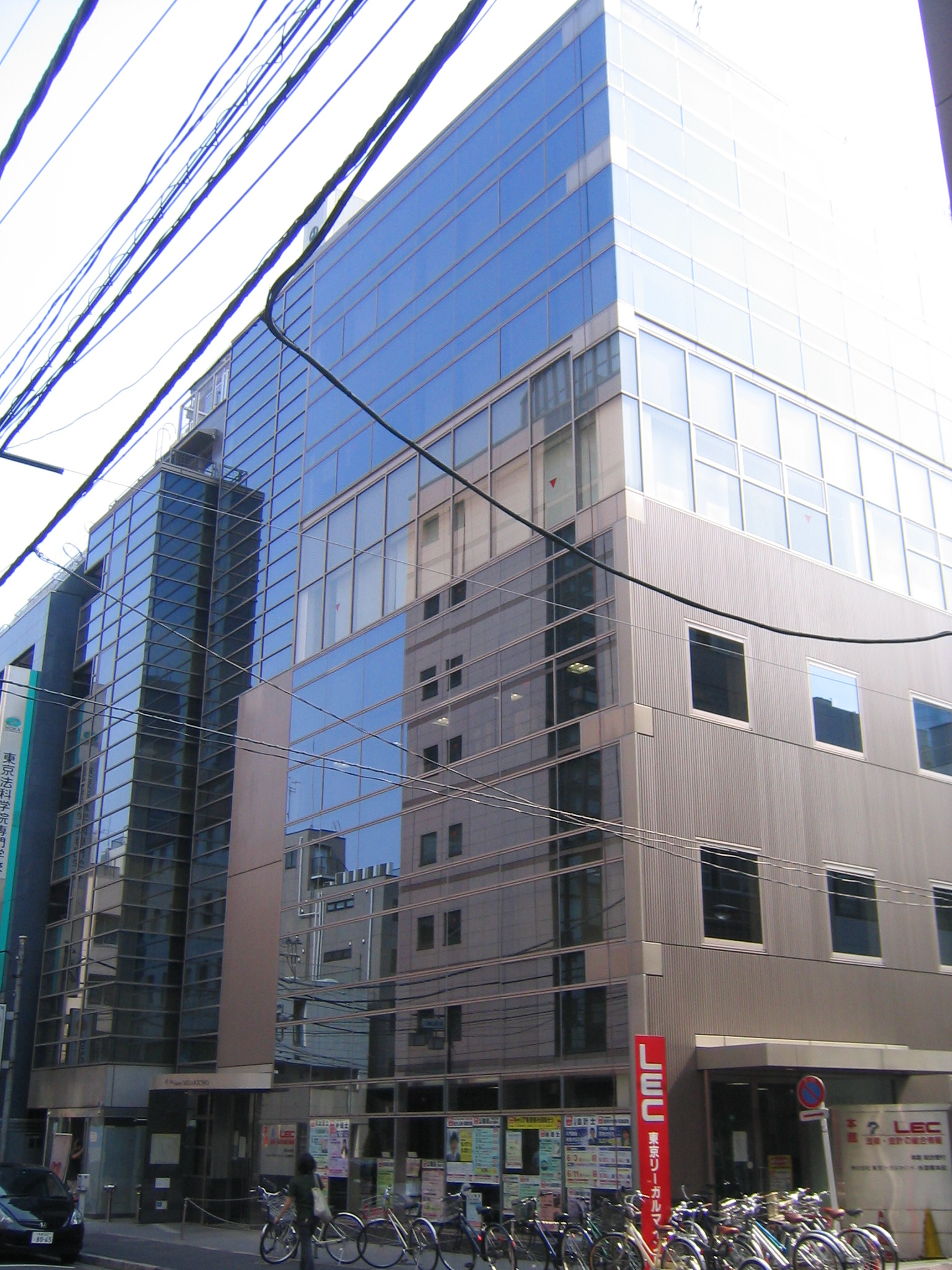
LEC, uno de los 50.000 juku o academias de estudio privadas que hay en Japón.

En la década de los 50, durante el periodo posterior a la Segunda Guerra Mundial, Japón invirtió numerosos recursos para mejorar su sistema educativo. Los niños de aquella época tenían que destacar entre sus compañeros a una edad temprana para poder aspirar a acceder a las universidades de alto nivel. Los exámenes de ingreso para esos niños comenzaban ya en el jardín de infancia.
A partir de mediados de la década de los 70, la presión ejercida sobre los niños para que obtuvieran buenos resultados escolares aumentó de forma significativa, lo que creó la necesidad de instaurar escuelas de repaso especializadas. Así, el 70% de los alumnos continuaba su vida escolar en un juku (学習塾?   traducible como "academia privada de estudio") tras el fin de las clases ordinarias, para aumentar las posibilidades de acceder a una universidad de prestigio y, en consecuencia, a un trabajo bien remunerado, acabando a las 10 u 11 de la noche. Como revela Marie Thorsten, la expansión del fenómeno de las  kyōiku mama fue paralela a la popularidad de los juku, en la década de 1970. Estas "segundas escuelas", en tanto que servicios de consumo, apelaban a las preocupaciones de las madres por sus hijos y contribuían a popularizar la imagen de la madre "normal" como aquella que enviaba a sus hijos a dichos centros. Desde la década de 2010, las tasas de matrícula pueden alcanzar los 260.000 yenes al año. Además, es habitual que los niños acudan a clases extraescolares de caligrafía, piano, ábaco, kendō e inglés. En consecuencia, en la década de los 80 se produjo una serie de suicidios por parte de estudiantes de secundaria y primaria que se quitaron la vida tras suspender los exámenes de acceso.
Sin embargo, durante esos mismos años, los académicos occidentales identificaron la figura de la madre japonesa como la fuente de la extraordinaria brillantez de los estudiantes japoneses. Las llamadas kyōiku mama llegaban a dedicar la mayor parte de sus energías a hacer un seguimiento de sus hijos durante su escolarización, ofreciéndoles palabras de consuelo y ánimo, y preparando comida para los hijos que se veían obligados a trasnochar estudiando. Sin embargo, este comportamiento tuvo un resultado contraproducente: los resultados escolares de los alumnos japoneses experimentaron un drástico descenso en comparación con los de otros países, y se generalizaron problemas sociales como el fenómeno de los alumnos rebeldes, la negativa a ir a la escuela o a salir de sus habitaciones y la falta de motivación hacia la escuela y el estudio. La razón de este brusco cambio de rumbo se identificó en las propias madres, a las que se acusó de ser demasiado diligentes o de ver en la realización profesional forzosa de sus hijos una forma vicaria de realización personal.
Durante la década de los 90, el colapso económico de Japón (tras su dominio económico mundial en la década anterior) comportó una pérdida de motivación por parte de los estudiantes. Las competencias académicas de Japón en matemáticas y ciencias, antaño muy destacadas, comenzaron a descender y el estrés empezó a provocar desórdenes en las aulas. En 2001, el Instituto Nacional de Investigación Educativa reveló que el 33% de los profesores y directores encuestados afirmaron haber presenciado el fracaso total de una clase "durante un periodo de tiempo continuado" debido a que los alumnos rebeldes ejercían "actividades arbitrarias". En 2002, el Ministerio de Educación japonés, presionado por la necesidad de reformas, redujo un 30% el currículo básico para que los estudiantes tuvieran más tiempo libre para estudiar en grupos según el itinerario elegido por el alumno. El uso del término popular mukatsuku, que significa "irritante, fastidioso", va en aumento entre los estudiantes y expresa el sentimiento juvenil de hastío hacia los profesores, los padres y la vida.
Por último, la figura estereotipada de la kyōiku mama se refleja sobre todo en aquellas madres japonesas modernas que dedican todo su tiempo a sus hijos para que aprueben los exámenes. Por ejemplo, en los exámenes nacionales de acceso a la Universidad de Tokio, la mayoría de las madres acompañan a sus hijos a las aulas donde se celebran los exámenes, se alojan en un hotel cercano y se aseguran de que no lleguen tarde. Además, son capaces de solicitar reunirse con los profesores que consideran no aptos para dar clase a sus hijos, pedir su dimisión o encabezar peticiones para que sean despedidos.

## Factores que influyen en el surgimiento de lakyōiku mama

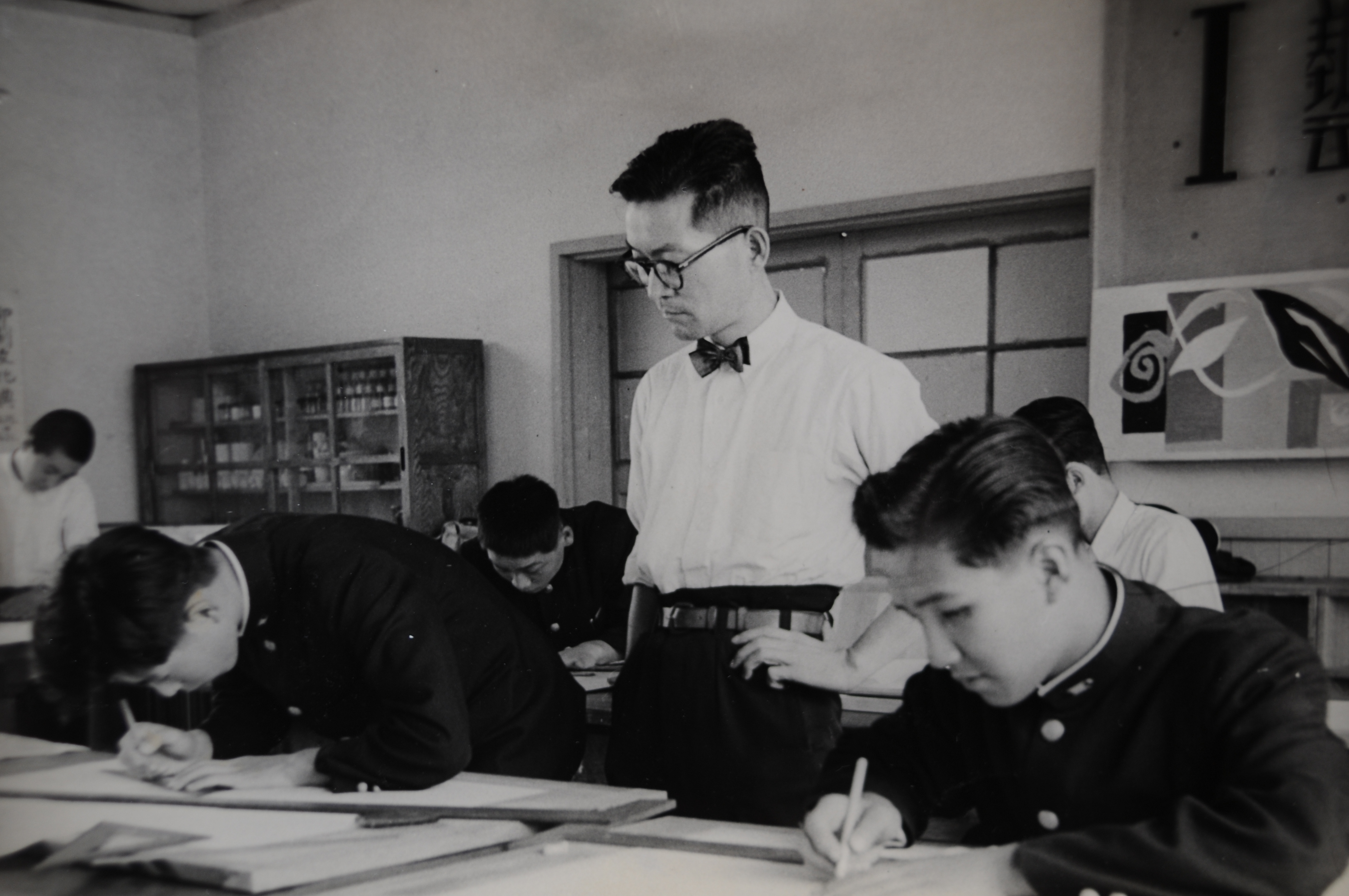
Estudiantes japoneses en 1963. En Japón, es indispensable seguir una trayectoria educativa lineal (desde el jardín de infancia hasta la universidad más prestigiosa) para conseguir un trabajo estable y bien remunerado, hecho que también influye en las relaciones interpersonales.

### El sistema educativo
La atención que las mujeres prestaban a la educación familiar en los años sesenta condujo a la proliferación del fenómeno de la kyōiku mama, que se presentaba como la "contrapartida doméstica del salaryman". Esto conllevaba una gran responsabilidad para que "los niños, especialmente los varones, superaran con buenos resultados los exámenes de ingreso a la escuela secundaria y a la universidad". No surgió ningún término que considerara también a los hombres "papás educadores", sino que sólo se convirtió en un fenómeno social la "mamá educadora".
El sistema educativo es una de las principales razones por las que las madres se han convertido en kyōiku mama. Acceder a una universidad de élite gracias a haber obtenido altas calificaciones en los exámenes era una condición indispensable para conseguir un trabajo estable en el futuro.
En consecuencia, es normal para los alumnos japoneses seguir un "itinerario" educativo definido, una "cinta transportadora" que les lleva desde el mejor parvulario, hasta la mejor escuela primaria, media y secundaria, cada una de las cuales puede estar asociada a universidades de prestigio. Para garantizar estos resultados, se han dado casos de padres que cometen actos ilegales o poco éticos para favorecer el éxito de sus hijos, como por ejemplo el pago de sobornos a fin de inscribirlos en prestigiosos centros de educación infantil.
El problema se agrava por la idea de que los puestos de trabajo de mayor nivel en las empresas y el gobierno están reservados a los graduados de las universidades más prestigiosas, como la Universidad de Tokio. Además, se cree que el prestigio de la universidad a la que se asiste influye en la elección de un futuro cónyuge. Dado que la vida de un niño parece estar determinada por la escuela a la que asiste, muchas madres toman medidas extremas para enviar a sus hijos a una buena escuela.

### Modificación de las estructuras familiares

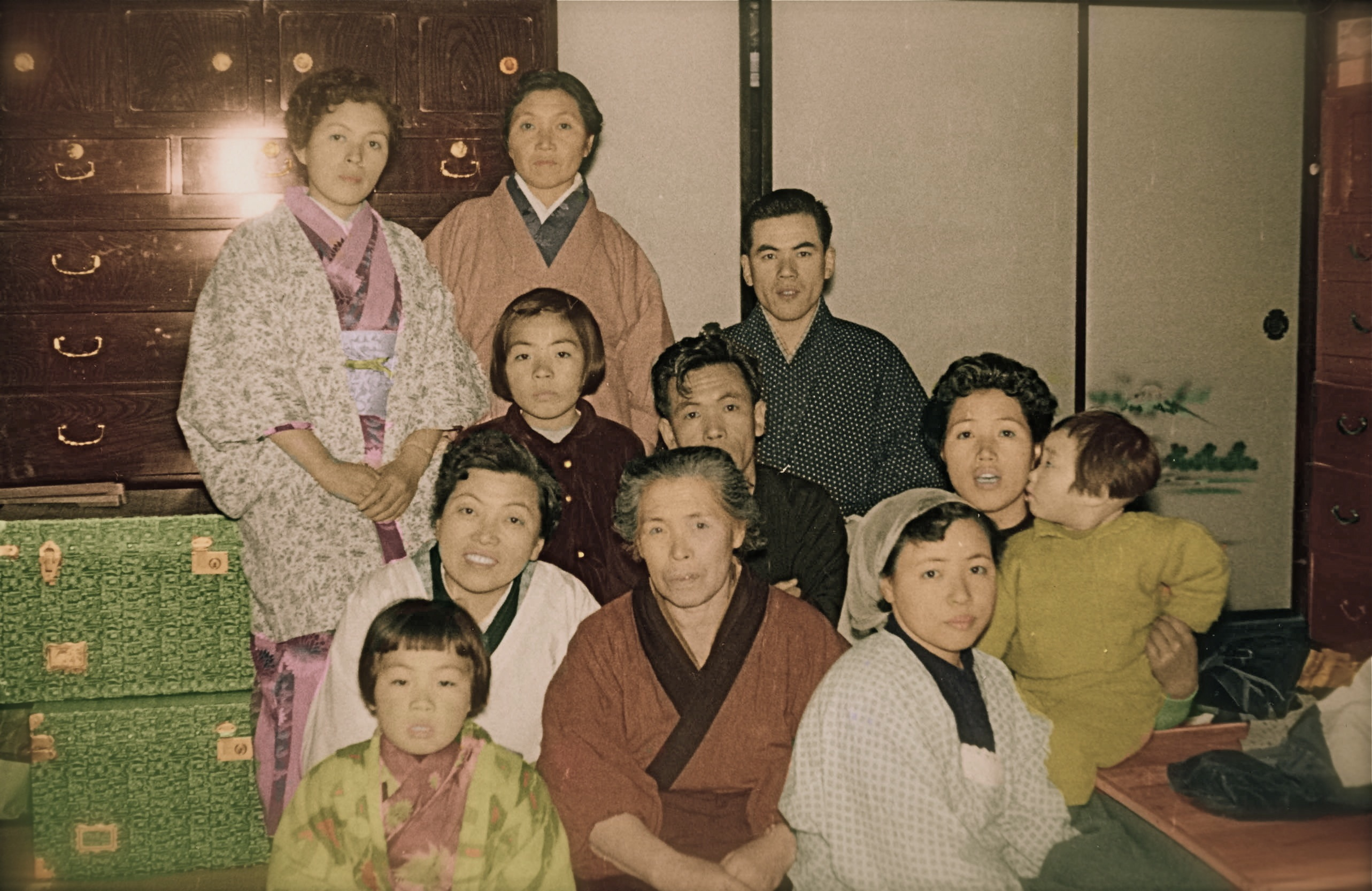
En el Japón posterior a la Segunda Guerra Mundial, la crianza de los niños era responsabilidad de la familia en su conjunto, algo que no es posible en las familias japonesas modernas, formadas por un máximo de tres o cuatro miembros.

La antigua generación de japoneses creció en familias extensas, más grandes que las que se encuentran en el Japón contemporáneo. En aquella época, el ikuji (育児?   literalmente "crianza de los hijos") incluía un amplio entorno familiar formado por varios parientes, que vivían todos en el mismo hogar, y más niños: los hermanos y los primos. En el Japón moderno, la crianza de los niños es un asunto más privado, del que se ocupa únicamente la familia que los rodea. En los años 70, los salarios de los hombres disminuyeron y las mujeres abandonaron el hogar para buscar trabajo, con lo que disfrutaban de plena libertad una vez que sus hijos terminaban los estudios.
En el Japón contemporáneo, las parejas, al tener menos hijos, asumen por sí mismas el deber de ocuparse de su crianza y educación. Esto puede derivar en la llamada "neurosis parental", que se caracteriza por una nueva generación de madres jóvenes que no confían en sus capacidades para criar a sus hijos. De hecho, la mayoría de las madres japonesas de hoy en día crecieron en familias más pequeñas con sólo uno o dos hijos. Sus madres les proporcionaban todo lo que necesitaban pero les asignaban poca o ninguna responsabilidad sobre sus hermanos menores. Así, esta generación de niñas ha crecido y se ha convertido en madres que no saben cómo criar a sus hijos.
Además, en el Japón contemporáneo hay madres que se dedican por completo a la crianza de sus hijos. Entre ellas se encuentra el subtipo kosodate mama (子育てママ?), según el cual ésta no sólo exige una buena preparación a su prole, sino que desarrolla una relación emocional y psicológica con ella, a través, por ejemplo, de un contacto físico íntimo y constante, como llevar a sus hijos a la espalda allá donde vaya o bañarse con ellos todas las noches. Esto conduciría a la consecución del ittaikan (一体感?), o sea, una "unidad equilibrada", una "dependencia positiva" entre madre e hijo.

### Visión de la sociedad

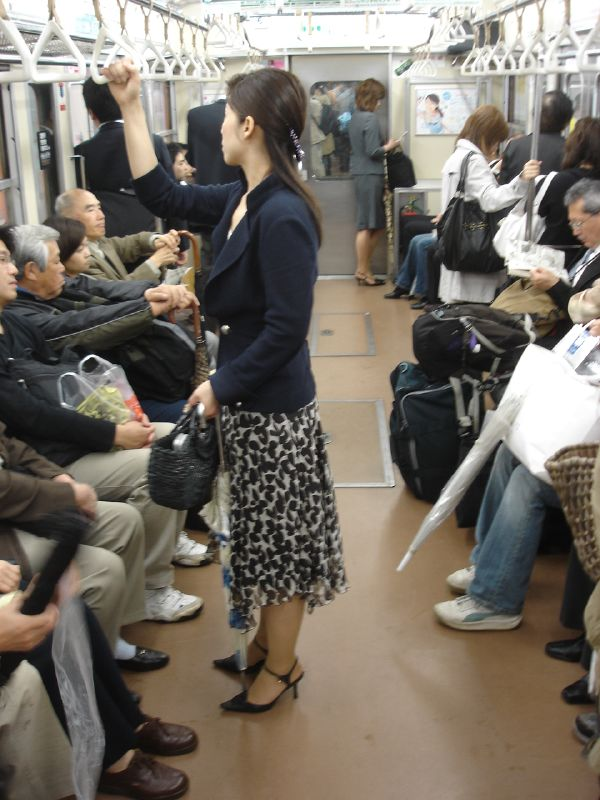
Las madres trabajadoras están mal vistas por la sociedad japonesa, ya que se las considera incapaces de cumplir con sus obligaciones como madres.

En Japón, una madre trabajadora suele ser vista como egoísta en una sociedad en la que la crianza de los hijos está directamente ligada a la cercanía física entre hijo y progenitor. Este énfasis puede ser una causa del surgimiento de la kyōiku mama y de la crianza de niños que, ante la opinión de la sociedad, son antisociales, egoístas y faltos de autoestima. Además, los niños japoneses consideran que el empeño por alcanzar el nivel escolar más alto posible es una "obligación social" con la familia, los compañeros y la comunidad. De hecho, según la sociedad, si un niño no tiene éxito, significa que no se ha esforzado lo suficiente. Las madres presionan a sus hijos para el éxito académico porque se ven "altamente responsables" de sus actos.
Es muy difícil encontrar una guardería o jardín de infancia en algunas partes de Japón, y está socialmente mal visto que una madre envíe a su hijo a uno. La madre es percibida como incapaz, por no tener las habilidades necesarias para criar a su hijo por sí misma, o como egoísta, por confiarlo a otra persona mientras ella se dedica a sus intereses personales.
El término kyōiku mama se ha llegado a utilizar en otros contextos similares en la sociedad japonesa. Por ejemplo, el antiguo Ministerio de Comercio Internacional e Industria fue apodado kyōiku mama por sus planteamientos e iniciativas destinadas a impulsar el crecimiento industrial.
Los medios de comunicación también han estimulado a las kyōiku mama a perseverar en sus acciones. La programación matutina, las revistas, los productos y los servicios para las madres se centran en gran medida en la reforma del hogar y la educación de los niños.

### Diferencias de clase
El fenómeno de la kyōiku mama afecta principalmente a las mujeres de clase media y media-alta de zonas urbanas. Después de la Segunda Guerra Mundial, se esperaba que las mujeres en Japón fueran buenas esposas y madres sabias, y que se convirtieran en la figura más importante en la crianza de los niños para que éstos llegaran a ser adultos de éxito en el futuro. Así, las mujeres eran esenciales para que la familia se hiciera un hueco en el llamado "estrato medio" de la sociedad.
Las calificaciones académicas se convirtieron en el requisito previo establecido para la promoción social a principios del siglo XX. Durante este período, las kyōiku mama centraron su atención en que sus hijos superaran los exámenes de admisión a las escuelas medias y superiores para que así mejorara la posición social de la familia. Con el paso de los años, la competitividad para aprobar dichos exámenes se fue haciendo más y más fuerte, lo que creó el fenómeno social conocido como shiken jigoku (試験地獄?   literalmente "infierno de exámenes"). Así, el objetivo del risshin shusse (立身出世?   literalmente "hacer carrera en el mundo") resultaba casi inalcanzable para los estudiantes que no tenían detrás una kyōiku mama. Para las "madres educadoras", conseguir que un hijo pudiera acceder satisfactoriamente a la educación superior era una preocupación que comenzaba con la entrada del niño en la escuela primaria a los seis años de edad y se extendía a todos los aspectos de su educación.
Las madres pertenecientes a la clase trabajadora no se implican con tanta intensidad en la educación de sus hijos como las madres de clase media. Un estudio etnográfico realizado por Shimizu Tokuda en 1991 analizó el comportamiento de los alumnos de una escuela media con dificultades académicas persistentes de un barrio obrero de Ōsaka. El estudio ilustró varios métodos empleados por los profesores para mejorar el rendimiento académico de los alumnos: realizar exámenes, celebrar debates mensuales con los profesores, pintar las paredes para mejorar el ambiente de estudio y limitar las horas dedicadas a las actividades extracurriculares. Aunque el número de estudiantes que accedió a la escuela secundaria aumentó, el rendimiento académico siguió siendo inferior a la media nacional. Este estudio reveló, por tanto, que los problemas académicos de los alumnos guardaban una estrecha relación con su entorno familiar. La mayoría de los alumnos tenían padres sin formación y que no participaban activamente en su educación.

## Efectos en los hijos
Se ha demostrado que el estrés provocado por los padres conduce a la difusión de ciertas enfermedades y trastornos infantiles, como el asma bronquial, la tartamudez, la falta de apetito, la propensión a las fracturas óseas y la fobia escolar. En muchos casos, los niños son conscientes de que son el eje de la vida de sus madres, e incluso cuando no están en la escuela, ellas se hacen cargo de su educación como si fueran maestras.
En algunos casos, una niña que crece con una kyōiku mama se convierte en una tenuki okusan (手抜き奥さん?   literalmente "ama de casa sin manos"). Este estereotipo describe a las mujeres que suelen tener trabajo y no pasan mucho tiempo con sus hijos, con lo que se convierten en el estereotipo japonés del "padre ausente": un "padre del tiempo libre" o "amigo de los domingos". Estas madres no realizan muchas tareas domésticas y suelen calentar comidas precocinadas en lugar de cocinarlas ellas mismas porque están demasiado ocupadas en el trabajo. Tampoco se molestan en representar a sus familias en la comunidad mediante la participación en la asociación de padres de alumnos del colegio de sus hijos.

## Normativa gubernamental
El Ministerio de Educación japonés ha admitido que los efectos del sistema educativo y la presión de los padres están pasando factura a los niños. Las reformas educativas que el Ministerio ha implantado desde 1970 han puesto en tela de juicio el sistema educativo igualitario de Japón. Para disminuir la presión académica entre los estudiantes por la competitividad en los exámenes, el Ministerio de Educación ha recortado las horas lectivas y ha aumentado el tiempo dedicado a las actividades extracurriculares, como el recreo y los clubes.
En 2002, el gobierno central volvió a reducir las horas lectivas, redujo los contenidos e introdujo un nuevo plan de estudios en todas las escuelas primarias públicas para fomentar el interés y la motivación por aprender de los alumnos. El Ministerio de Educación japonés también ha publicado un libro blanco en el que se establece el objetivo de brindar a los niños la oportunidad de "conectar con la naturaleza, sentir respeto y asombro por la vida y comprender la importancia de aprender de las dificultades".